# Orlov (district de Stará Ľubovňa)
Pour les articles homonymes, voir Orlov.
Orlov est un village de Slovaquie situé dans la région de Prešov.

## Histoire
Première mention écrite du village en 1349.

## Démographie

### Évolution de la population
| Année:               | 1994. | 2004.   | 2014.    | 2024.   |
| -------------------- | ----- | ------- | -------- | ------- |
| Nombre de personnes: | 798   | 763     | 646      | 600     |
| Différence:          |       | -4,38 % | -15,33 % | -7,12 % |

| Année:               | 2023. | 2024.   |
| -------------------- | ----- | ------- |
| Nombre de personnes: | 598   | 600     |
| Différence:          |       | +0,33 % |